# Andreas Goldberger
Andreas Goldberger (Ried im Innkreis, 29 de noviembre de 1972) es un deportista austríaco que compitió en salto en esquí.
Participó en dos Juegos Olímpicos de Invierno, en los años 1994 y 1998, obteniendo dos medallas de bronce en Lillehammer 1994, en las pruebas de trampolín grande individual y por equipo (junto con Heinz Kuttin, Christian Moser y Stefan Horngacher).
Ganó siete medallas en el Campeonato Mundial de Esquí Nórdico entre los años 1993 y 2001.

## Palmarés internacional
| Juegos Olímpicos   | Juegos Olímpicos      | Juegos Olímpicos  | Juegos Olímpicos |
| Año                | Lugar                 | Medalla           | Prueba           |
| ------------------ | --------------------- | ----------------- | ---------------- |
| 1994               | Lillehammer (Noruega) | Medalla de bronce | TG individual    |
| 1994               | Lillehammer (Noruega) | Medalla de bronce | TG por equipo    |
| Campeonato Mundial |                       |                   |                  |
| Año                | Lugar                 | Medalla           | Prueba           |
| 1993               | Falun (Suecia)        | Medalla de plata  | TN individual    |
| 1993               | Falun (Suecia)        | Medalla de bronce | TG individual    |
| 1993               | Falun (Suecia)        | Medalla de bronce | TG por equipo    |
| 1995               | Thunder Bay (Canadá)  | Medalla de plata  | TN individual    |
| 1997               | Trondheim (Noruega)   | Medalla de bronce | TN individual    |
| 2001               | Lahti (Finlandia)     | Medalla de oro    | TN por equipo    |
| 2001               | Lahti (Finlandia)     | Medalla de bronce | TG por equipo    |